# 军队中立军团
军队中立军团Forces Armées Neutralistes，是老挝内战的一个武装势力。

## 历史
军队中立军团是在万象战役中失败的伞兵第二营（Bataillon Parachustistes 2）的基础上建立的，军队中立军团最初的立场是其指挥官贡勒上尉的立场，他支持老挝王国的严格中立和结束政府腐败。1960年12月16日，军队中立军团在失败中撤出了万象，占领了石缸平原；他们的主要中心是Muang Soui的全天候简易机场。接下来的一年里，他们与保皇党游击队发生了冲突。1961年期间，兵力增加到8,000人；它有一个坦克连和一个小型航空兵部队。但是，由于巴特寮不定期传递的物资不足，它受到了阻碍。
1963年春天中立派队伍中分歧越来越大；开始有了反对立场。贡勒少将与保皇党结成联盟。作为回应，Deuane Sunnalath上校于1963年4月将几个营分成了一个新的政党--爱国中立主义者 ，与老挝爱国战线结盟。1963年4月，军队中立军团的伤亡名单是85人死亡，43人受伤。鉴于所有的损失和叛逃，到月底，中立军只剩下2200人和50辆PT-76轻型坦克。
在随后的几年里，军队中立军团的战斗表现越来越差，如Lak Sao战役。从1961年到1966年，它对越南人民军（PAVN）的Phou Khout山脊线阵地发动了多次不成功的攻击。有时，贡勒穿上了佛教徒的袈裟，而他的部下则领导了这些攻击行动。他的部下和他的部队对他的领导越来越不满，1966年10月16日，他们发生兵变，迫使贡勒流亡。在他离开后，军队中立军团被纳入老挝皇家军队，并逐渐淡出人们的视线。

## 背景与概述
从1950年12月23日开始，美国开始向殖民老挝王国的法国殖民政府提供军事援助，因为他们正在进行第一次印度支那战争。美国的支持将增加到承担老挝全部预算的地步。支持背后的理由是，作为冷战的一部分，打击老挝的共产主义叛乱分子符合美国的利益。由于条约禁止在老挝派驻公开的军事援助咨询小组，1955年12月，美国选择在美国驻万象大使馆内设立一个 "民事 "军事援助办公室。方案评估办公室负责向老挝军方输送战争物资。
在构成老挝人口的68个少数民族中，老挝的老龙族在数量上占优势。他们居住在南部与泰王国交界的湄公河流域一带。老挝国王和老挝的大部分统治阶层都是老挝老龙族。在这些有影响力的低地老挝家庭中，大约有20个家庭实际控制着老挝。由于援助办公室只限于办公室工作，军事物资的分配没有PEO的跟进。从1955年到1958年，美国将向老挝投入2.02亿美元。这种援助导致了腐败，因为它被受援国的官僚体系层层抽走了。
正如伯纳德-法尔根据个人观察指出的那样，对老挝军队的支持是出于政治原因，而不一定是为了让他们自卫。老挝士兵成了世界上工资最高的士兵之一。他们平均每人每年花费约1000美元；全球士兵的平均工资是人均848美元。许多老挝士兵是虚构的新兵，他们的工资被老挝军官抽走了。老挝初级军官买得起昂贵的别墅。更让PEO感到沮丧的是，在这个计划中还有一些小偷小摸的美国人。
然而在另一方面，老挝的经济是如此不发达，以至于形成了一个人造经济。美元资助的进口商品在公开市场上进行商业销售。由此产生的老挝基普被用于支持老挝的军事。这些款项后来也被转为外国商品。由于对进口商品没有控制，供应品的质量和效用往往被忽视。
法尔引用一位亲美的老挝军官西苏克-纳-占巴萨克的话来总结这一结果："美国援助美元的黑市交易达到了这样的比例，老挝爱国战线不需要宣传就能使农村人反对城镇人。"
1960年的老挝政变给老挝王国带来了关键性的政府变革。1959年12月25日，普米-诺萨万将军在一次不流血的政变中确立了自己作为老挝强人的地位。1960年8月10日，他被在1959年政变中支持他的年轻伞兵上尉推翻了。当贡勒上尉给在老挝的美国官员留下了潜在的共产主义印象时，他们在1960年11月和12月支持富米重新上台。反过来，苏联也支持贡勒作为他们在这场冷战对峙中的代理人。在万象之战以他的失败告终后，贡勒于1960年12月16日将他的伞兵部队向北撤到具有战略意义的石缸平原，在那里组建了中立主义武装部队（Forces Armee Neutraliste）。